# Ogłodek wiązowiec
Ogłodek wiązowiec (Scolytus scolytus) – gatunek chrząszcza z podrodziny kornikowatych (Scolytinae). Występuje w Europie i północnej Azji. Ogłodek wiązowiec wraz z ogłodkiem wielorzędowym (S. multistriatus) był odpowiedzialny za holenderską chorobę wiązów, gdyż przenosił grzyb Ophiostoma ulmi. Samce tego chrząszcza osiągają 3–5 mm, a samice 4–6 mm długości. Owad ten posiada ubarwienie czarne lub brunatne. Samica chrząszcza znosi jaja pod korą drzew. Z jaj wykluwają się młode, które żerują w korze.